# Les Chavannes-en-Maurienne
Les Chavannes-en-Maurienne – miejscowość i gmina we Francji, w regionie Owernia-Rodan-Alpy, w departamencie Sabaudia.
Według danych na rok 1990 gminę zamieszkiwało 219 osób, a gęstość zaludnienia wynosiła 47 osób/km² (wśród 2880 gmin regionu Rodan-Alpy Les Chavannes-en-Maurienne plasuje się na 1408. miejscu pod względem liczby ludności, natomiast pod względem powierzchni na miejscu 1543.).